# (74375) 1998 XY6
(74375) 1998 XY6 – planetoida z pasa głównego asteroid okrążająca Słońce w ciągu 4,7 lat w średniej odległości 2,8 j.a. Odkryta 8 grudnia 1998 roku.